# إريك روبرتسون
إريك روبرتسون (بالإنجليزية: Erik Robertson)‏ هو لاعب كرة قدم أمريكية أمريكي، ولد في 4 أكتوبر 1984 في أببل فالي في الولايات المتحدة.

## وصلات خارجية
- إريك روبرتسون على موقع JustSportsStats.com (الإنجليزية)